# Tetragrammaton

Tetragrammaton med paleohebreiska (10:e århundradet f.Kr. till 135 e. Kr.), arameiska (10:e århundradet f.Kr. till 400-talet e.Kr.) och moderna hebreiska bokstäver.

Tetragrammaton (från grekiskans τετραγράμματον, '[ord på] fyra bokstäver' (τετρα, tetra; "fyra", och γραμμα, gramma; "bokstav") är en benämning på de fyra bokstäverna יהוה i den hebreiska konsonantskriften, som betecknar namnet på Israels Gud (den gudom som tillbeds inom judendomen, islam och kristendomen). På svenska transkriberas dessa vanligen JHVH och på engelska YHWH. Tetragrammet förekommer vid omkring 6800 tillfällen i den bibliska grundtexten.
Judarna anser Guds namn vara så heligt att det inte får uttalas, och JHVH omgärdas även med stor vördnad i texten. Detta går inte ihop med att namnet skulle betyda "Jag Är", eftersom "jag är..." är något som man säger så ofta i dagligt tal att det inte kan undvikas. Hebreiskan utvecklades emellertid från sekel till sekel, så uttrycket "jag är" kan ha uttalats olika på Moses tid på 1200-talet f.Kr. jämfört med t.ex. under den babyloniska fångenskapen på 500-talet f.Kr. Oftare står i Bibeln omskrivningar, som Adonaj ("Herren") och det är också det ordet – eller ibland Ha-Shem (Namnet) – judar sade när de stötte på JHVH i texten.,
Bokstäverna, från höger till vänster, är:
| Hebreiska | Bokstavens namn | Uttal                       |
| --------- | --------------- | --------------------------- |
| י         | jodh            | "j"                         |
| ה         | he              | "h"                         |
| ו         | waw             | "eng. w"                    |
| ה         | he              | "h" (faller bort i uttalet) |
Liksom andra semitiska språk (arabiska, arameiska med flera) är hebreiskan ovokaliserad; det vill säga endast konsonanter skrivs ut, varefter läsaren förväntas fylla i med de rätta vokalerna vid uppläsningen av texten. I synnerhet vav (ו) och yod (י) användes i hebreiskan som hänvisning till uttal av vissa långa vokaler: vilket gick bra så länge språket talades. När man efterhand gick över till att tala arameiska blev man tvungen att infoga tecken i de heliga skrifterna för att markera vilken vokal som skulle användas.
Därför råder oklarheter kring exakt vilket vokalljud (eller vokalkvalité) som är det rätta att fylla ut med mellan dessa fyra konsonanter. Exakt hur Guds namn skall uttalas enligt äldre hebreiska är således inte fullt klarlagt; på arameiska står det Yheva(v)(h)e (/iǽvaahɛ/). När texten vid övergången till arameiska vokaliserades, förde man in vokalerna från ordet Adonaj mellan bokstäverna, dvs A-O-A mellan konsonanterna JHVH, vilket resulterade i Jahovah (/Jáhåvah/ eller Jahoviah enligt uppfattningen att "namnets slut ska vara som dess början"). Med hänsyn till hur de hebreiska vokalerna egentligen ska uttalas blev det av de kristna renässanshumanisterna tolkat som Jehova (uttalas /Jæhova/, /Jähova/) – en tolkning som inom de flesta judiska och religionsvetenskapliga skolorna anses som historiskt osannolik; det skulle lika gärna vara exempelvis Jehove eller Jehave,  men som emellertid Jehovas vittnen tagit till sig som Guds egennamn. Uppslagsverkens alternativ är oftast Jahve, vilket stöds av en riktning inom modernare forskning, men också denna tolkning har betydliga problem – såsom namnets former Jeho- och -jahu i sammansatta namn; former som föga låter sig förena med en tolkning av vav som konsonantisk. Även kortformerna Jaho och Jah (se rastafari) förekommer.